# Krrish
Krrish (Hindi: कृष}}) es una película de ciencia ficción del año 2006 sobre un super héroe indio. La película fue dirigida, producida y escrita por Rakesh Roshan, mientras que el guion fue escrito por Robin Bhatt, Sachin Bhowmick, Honey iraní, Akarsh Khurana, y Sanjay Masoom. La película es una secuela de Koi... Mil Gaya, y cuenta la historia de Krishna (Hrithik Roshan), el hijo del protagonista de la película anterior, quien hereda las habilidades sobrehumanas de su padre. Después de enamorarse de Priya (Priyanka Chopra), la sigue a Singapur, donde concibe el personaje de "Krrish" para mantener su identidad secreta después de salvar a unos niños de un circo en llamas. A partir de ese momento lo miran como super héroe, y debe frustrar más adelante los planes del malvado Dr. Siddhant (Naseeruddin Shah), que ha construido una máquina capaz de ver el futuro. 
La película fue estrenada principalmente en Mumbai, la India y Singapur. La película fue considerada la segunda película principal de super héroes que se producía en Bollywood desde Shekhar Kapur' Sr. India (1987). Las acrobacias de la película fueron coreografiadas por Tony Ching Siu-Tung, quien la adaptó en la historia antes de iniciar la película. Varias escenas fueron creadas usando muchos efectos visuales, creados por Marc Kolbe y Craig A. Mumma. La mitad de la historia épica de la película fue adaptada del Ramayana y el Mahabharata. 
La película fue considerada "un nuevo sendero" en el cine indio. Rotten Tomatoes le dio un valor agregado de 100% (fresco). Con una de las mayores recaudaciones del año, Krrish ganó en total Rs 730 millones contra los Rs 450 millones presupuestados. Fue un éxito de taquilla y fue elevado a la clasificación " blockbuster" en la taquilla de La India.

## Trama
La película empieza con un Krishna Mehra (Hrithik Roshan) de doce años de edad realizando una prueba de coeficiente intelectual para un profesor, quien sospecha que su familia tiene super poderes. Krishna contesta correctamente a todas las preguntas y entonces su abuela Sonia (Rekha) siente miedo, y se lo lleva a un remoto pueblo de la montañas al nortes de India para ocultar sus habilidades únicas. Krishna es rechazado por la mayor parte de sus amigos, quienes le creen un ser "extraño". Allí permanece durante muchos años corriendo por las laderas de una montaña, contra caballos y desarrollando más habilidades. Pero años después conoce a una excursionista llamada Priya (Priyanka Chopra) y su amiga Honey (Manini Mishra), y pronto se hacen amigos después de que Krishna le salve la vida a Priya en un accidente en ala delta, lo que deja bastante desconcertado al grupo de acampada. Krishna y Priya se acercan mutuamente antes que ella se va, pero Krishna tiene sentimientos más fuertes de amor.
De regreso en Singapur, Priya y Honey son despedidas por su jefa (Archana Puran Singh) por haberse tomado 5 días extras a los que tenían permitidos por el viaje. Sin embargo Honey le sugiere traer a Krishna a Singapur y hacer un programa de televisión de él, un plan que la jefa ve que tiene potencial y decide no despedirlas. Enterado del amor que Krishna siente por ella, Priya miente a Krishna diciéndole que lo ama para animarlo a viajar a Singapur. Las noticias son tomadas gravemente por la abuela de Krishna, que protesta porque la gente querrá aprovecharse de sus capacidades. Ella entonces explica que el Dr. Siddhant Arya (Naseeruddin Shah) contrató a su padre Rohit para ayudarlo a diseñar una máquina capaz de ver el futuro para prevenir guerras y ayudar a prepararse contra desastres naturales, pero en la noche del nacimiento de Krishna, Rohit la llamó para decirle que lo estaban utilizando. Rohit murió según se informó en un accidente de laboratorio por la noche, la madre de Krishna muere poco después por su corazón roto. Krishna le promete a su abuela que él nunca revelará sus poderes, a las cuales finalmente Sonia Menrha permite que él vaya. En Singapur, durante la producción del programa de televisión, Krishna mantiene su palabra. Con el programa no revelando nada excepcional sobre él, Priya y Honey se enojan de nuevo.
Krishna más adelante conoce Kristian Li (Bin Xia), que está intentando recaudar fondos para pagar la cirugía de pierna a su hermanita. Él invita a Krishna y a Priya al circo real de Bombay, pero durante la función un fuego artificial estalla y enciende la carpa, que es evacuada rápidamente. Sin embargo, varios niños quedan atrapados en las llamas, y Krishna enfrenta al dilema de salvar a los niños sin revelar sus habilidades. Él se pone la máscara negra quebrada de un payaso y le da la vuelta a su chaqueta, creando el personaje de Krrish. Después de salvar a los niños, se ofrece una recompensa a Krrish, así que Krishna le dice a Kristian que asuma la identidad para que él pueda pagar la cirugía de su hermana. Krishna oye por casualidad más adelante que Priya y Honey discuten cómo le han estado mintiendo y crearán una gran sensación revelando su identidad al mundo. Sin embargo, él se va antes que Priya diga que ella ama Krishna de forma genuina.
Después de ser enfrentado por Krishna sobre lo que ella dijo, Priya se da cuenta de su error y evita que su jefa revele la identidad de Krrish. Ella entonces encuentra a Vikram Sinha (Sharat Saxena), que ha estado buscando a Krishna durante mucho tiempo, y lleva Sinha ante él. Él le informa a Krishna sobre su padre Rohit, revelando que Rohit destruyó la máquina del Dr. Siddhant después de ver el futuro y de ver su propio asesinato en las manos de Siddhant. Sin embargo, los diseños requieren a Rohit para la activación de la máquina, así que Siddhant lo ha mantenido vivo por dos décadas hasta que la máquina podría ser reconstruida.
Mientras tanto, Siddhant utiliza la computadora para revelar su futuro y ve su asesinato a manos de Krrish. Siddhant rápidamente asesina a Kristian, pensando que es Krrish. Krrish sigue a Siddhant a la isla, atacando a sus secuaces. Sin embargo, Siddhant ha visto el futuro otra vez, así que captura a Priya y mata a Sinha. En la confrontación, Krrish lanza a Siddhant en la máquina, matándolo. Después de revelar que él es hijo de Rohit, Krishna lleva a Priya y a su padre de nuevo a la India, juntándose Rohit con su madre nuevamente.

## Reparto
| Actor/Actriz        | Personaje                                                                                        |
| ------------------- | ------------------------------------------------------------------------------------------------ |
| Rekha               | Sonia, abuela de Krishna y madre de Rohit.                                                       |
| Hrithik Roshan      | Krishna Mehra/"Krrish" y Rohit Mehra.                                                            |
| Priyanka Chopra     | Priya, el amor de Krishna.                                                                       |
| Naseeruddin Shah    | Dr. Siddhant Arya, malvado genio científico que intenta construir la máquina para ver el futuro. |
| Manini Mishra       | Honey, amiga de Priya compañera de oficina.                                                      |
| Sharat Saxena       | Vikram Sinha, viejo amigo de Rohit.                                                              |
| Archana Puran Singh | Jefa de Priya y Honey.                                                                           |
| Bin Xia             | Kristian Li, amigo Krishna y portador falso de la imagen de Krrish.                              |
| Hemant Pandey       | Bahadur, guía de turismo local.                                                                  |
| Preity Zinta        | Nisha Mehra, aparición especial, flashback de Sonia.                                             |
| Rakesh Roshan       | Padre de Rohit, (aparición especial), flashback de Sonia.                                        |

## Producción
Debido al éxito de Koi... Mil Gaya, una secuela fue preparada, inicialmente tituladaKoi... Tumsa Nahin. Después de varios meses, Roshans confirmó y anunció la película. Preity Zinta fue confirmada para ser reemplazada por la actriz de Bollywood Priyanka Chopra, aunque dijo: «Sí, estoy en la secuela. La historia comenzará con el final de Koi… Mil Gaya». Rakesh también confirmó que no sería «una película de solo acción». Tres cuartas partes de la película fueron filmadas en Singapur en un período de un mes, aunque la filmación se dio también en Mumbai, India.
Las localizaciones filmadas en Singapur incluyen el famoso parque zoológico de Singapur y la plaza de la biblioteca nacional de Singapur. La policía de Singapur estuvo presente durante el rodaje para proteger los vehículos y el equipo de filmación. Robinson Road era una de las localizaciones principales de la película. Sin embargo, llovió pesadamente durante la filmación, causando retraso por valor de $25.000. Hubo atascos de tráfico porque las escenas de acción de la película obligaron a utilizar grúas industriales de 60 metros de altura que pesaban 30 toneladas,de las que se emplearon dos por si una fallaba.
Durante el desarrollo de la filmación, Prakash Jaju, mánager de Priyanka Chopra, fue demandado por Rakesh Roshan debajo de un caso de llamadas que amenazaban para bajar sus cuentas con Priyanka Chopra. Jaju también era pedido para retirar su caso ante el tribunal sobre que la película era realizada usando dinero ilegal. Varios incidentes ocurrieron también durante la etapa de producción de la película.
Durante la película un cable de vuelo de uno de los alambres atados a la pierna de Hrithik Roshan se rompió, haciéndolo caer 50 pies, aunque él aterrizó milagrosamente con seguridad en el pabellón de una tienda. Hrithik describió el incidente como un “accidente anormal”, indicando, “caía hacia mi muerte hasta que caí en un pabellón de seis-pie-largo de una tienda que estaba afuera debido a la llovizna leve. El pabellón tenía barras de hierro. Pero esquivé esas barras también. ¿Qué debo decir? Imagino que la palabra correcta para describir tal situación sería jadoo (magia)." Sin embargo, Hrithik se rompió el pulgar derecho y un dedo del pie durante el vigoroso entrenamiento por el ambicioso trabajo de alambres usados en la película. A pesar de solamente 25 días de entrenamiento en China, su instructor, Siu-Tung Ching, pensó que él podría llevar a cabo los trucos que tardan generalmente años de entrenamiento. Mientras realizaba una escena de trucos en el set del circo, Hrithik sufrió un desgarre de tendón en su pierna derecha. Los doctores le prescribieron descanso en cama por dos semanas, pero él continuó actuando después de solamente dos días usando calmantes. También se quemó el pelo mientras corría a través de un fuego en la misma escena de acción.
Al tratarse de la historia de un super héroe, se utilizaron muchos efectos visuales que implicaron 1.200 escenas. Marc Kolbe y Craig A. Mumma crearon los efectos visuales para la película. Describiendo los efectos, Rakesh Roshan indicó, “si le gustaron los efectos visuales en Koi… Mil Gaya, los encontrará mejores en Krrish. No pienso que las audiencias hayan visto algo similar en películas Hindi."

## Aceptación
Krrish fue la segunda mayor película de Bollywood que ganó más en el 2006, según la taquilla de la India, ganando alrededor de Rs. 73 crores (730 millones) en total solamente en la India , y fue calificada como “superproducción”. La película ganó en total Rs. 6 crores (60 millones) solo en el Reino Unido, Rs. 8 crores (80 millones) en Norteamérica, y Rs. 5 crores (50 millones) en otros países extranjeros, trayendo el total internacional de Rs. 19 crores (190 millones) - calificada como “Semi-Hit” por la taquilla India.</ref> La película fue clasificada “PG” durante su estreno.
Krrish recibió críticas generalmente positivas de los espectadores. Rotten Tomatoes dio a la película un grado de 100%, basado en 6 críticas. En la India, Taran Adarsh de Bollywood Hungama consideró que la película llenó “más que las expectativas”, en especial "Hrithik Roshan” afirmando que el papel le cabe como un guante " y elogió los cuarenta minutos finales de la película. También disfrutó de las escenas de acción y de los efectos especiales, pero sintió que había problemas con el establecimiento de la primera hora de la película, pues la trama “no se mueve más allá de las escenas románticas”. Sin embargo, consideró a Krrish “una experiencia fabulosamente emocionante y completa”, e incluso lo consideró superior a Superman, Batman y Spider-Man. Aunque Jaspreet Pandohar de la BBC criticó el diálogo por ser “bajo en originalidad”, elogió la actuación de Hrithik Roshan y las escenas de acción coreografiadas por Tony Ching Siu-Tung.
En el extranjero, Richard James Havis de Hollywood Reporter indicó, “este romance épico de Bollywood junta comedia, extraterrestres, artes marciales, baile y acción para contar una historia entretenida sobre un super héroe indio reacio” pero dijo que también puede "enloquecer a los espectadores extranjeros”. David Chute de LA Weekly lo juzgó como un “cine amoroso que realmente se pega a tus costillas”. Asimismo, Ronnie Scheib de la revista Variety dijo que fue “agradable, rompiendo los esquemas”, Laura Kern de The New York Times dijo que fue una mezcla de “romance despreocupado, de acción sin parar y de ciencia ficción”. Sin embargo, Leo Goldsmith de "notcoming.com" criticó los efectos especiales, y lo sintió como el abuso del patrocinio corporativo hasta las mangas " en el diálogo y “cualquier otra escena de la película.
Krrish era uno de los posibles nominados de la India para el premio de la Academia 2007 por mejor película extranjera, pero el país eligió en última instancia Rang De Basanti como su selección. 
a pesar de esto, Krrish ha obtenido numerosos reconocimientos, especialmente Hrithik Roshan, incluyendo el premio a mejor actor de IIFA, premio a mejor actor en la pantalla grande, premio a mejor actor masculino de cine Zee, premio al mejor actor (Hindi)de la Asociación de columnistas de películas de Bengala, mejor actor de GIFA, y una nominación a mejor actor de Filmfare. La película ganó tres premios Filmfare como mejor película de efectos especiales, mejor película de acción y mejor música de fondo y fue nominada para premios Filmfare al mejor Villano , premio Filmfare a mejor director, premio Filmfare a mejor actriz secundaria , y premio Filmfarede a la mejor película. La película también ganó el premio nacional a mejor película por mejores efectos especiales.

## Banda sonora
La banda sonora de la película realizado por Rajesh Roshan—fue estrenado el 8 de noviembre de 2006, por T-Series. Salim y Sulaiman ganaron el premio Filmfare a Mejor Música de Fondo con Krrish en el 2007.
Las críticas fueron generalmente favorables. Joginder Tuteja del Bollywood Hungama dio al álbum una puntuación de 3.5/5, considerando que fue "otra buena salida para los amantes de la música de Bollywood". Especialmente resaltó las canciones "Chori Chori", "Koi Tumsa Nahi", y "Pyaar Ki Ek Kahani". Sukanya Verma de Rediff dio una favorable crítica a las canciones "catchy" de la película. Sin embargo, consideró mientras las canciones embonaban con la películad, "ninguna de ellas alcanzó grandes expectativas a los anteriores soundtracks de Rajesh Roshan como Khudgarz, Kishen Kanhaiya, Karan Arjun o Kaho NaaPyaar Hai".
| Krrish: Banda sonora Oficial de la película |                             |                               |          |  |
| N.º                                         | Título                      | Cantantes                     | Duración |  |
| 1.                                          | «Pyar Ki Ek Kahani»         | Sonu Nigam, Shreya Ghoshal    | 4:39     |  |
| 2.                                          | «Koi Tumsa Nahin»           | Sonu Nigam, Shreya Ghoshal    | 5:19     |  |
| 3.                                          | «Chori Chori Chupke Chupke» | Udit Narayan, Shreya Ghoshal  | 4:18     |  |
| 4.                                          | «Dil Na Diya»               | Kunal Ganjawala               | 5:33     |  |
| 5.                                          | «Main Hoon Woh Aasman»      | Rafaqat Ali Khan, Alka Yagnik | 6:40     |  |
| 6.                                          | «Big Band Mix»              | Sonu Nigam, Shreya Ghoshal    | 6:01     |  |
| 7.                                          | «Mystic Love Mix»           | Rafaqat Ali Khan, Alka Yagnik | 5:12     |  |

## DVD
El DVD fue lanzado en la región 1 el 18 de agosto de 2006 por Adlabs. El 21 de agosto de 2006, fue lanzado para todas las regiones por Filmkraft. Aunque el idioma usado en la película seguía siendo Hindi, los subtítulos fueron agregados en muchas idiomas, incluyendo Inglés, árabe, holandés, francés, hebreo, Malay, portugués, español, italiano, Tamil, Telugu, y Malayalam.

## Secuela
Después del éxito de Krrish, el director de cine Rakesh Roshan planeó desarrollar una secuela de la película, con Hrithik Roshan como Krrish salvando las siete maravillas del mundo. Los Roshans confirmaron que comenzarían a trabajar en el proyecto después deKites. Deepika Padukone fue confirmada para substituir en el papel a Priyanka Chopra en la secuela. Sin embargo, los planes para la secuela han sido caídos actualmente debido a ediciones del guion.

## Otras lecturas
- Chatterjee, Purvita (29 de junio de 2006). «Riding the Krrish Wave». The Hindu.
- Aggarwal, Anjali (16 de julio de 2006). «Krrish to storm classrooms». The Times of India.
- Chopra, Anupama (11 de junio de 2006). «In 'Krrish,' Bollywood Gets a Superhero of Its Own». The New York Times.
- Bhardwaj, Priyanka (19 de mayo de 2006). «Foreign shoots spread Bollywood's reach». Asia Times. Archivado desde el original el 29 de junio de 2011.